# Chesterfield megye (Dél-Karolina)
Chesterfield megye az Amerikai Egyesült Államokban, azon belül Dél-Karolina államban található. Megyeszékhelye Chesterfield, legnagyobb városa Cheraw. Lakosainak száma 43 273 fő (2020. április 1.). Chesterfield megye Anson, Richmond, Marlboro, Darlington, Lee, Kershaw, Lancaster és Union megyékkel határos.

## Népesség
A megye népességének változása:
| Lakosok száma | 46 650 | 46 623 | 46 151 | 46 197 | 46 017 | 43 273 |
|               | 2010   | 2011   | 2012   | 2013   | 2015   | 2020   |